# Xynenon bondii
Xynenon bondii là một loài bọ cánh cứng trong họ Cerambycidae.